# Szajma Abd az-Zahir
Szajma Chalifa Husajn Abd az-Zahir, Shaimaa Khalifa Hussein Abdelzaher (arab. شيماء خليفه حسين محمود عبدالظاهر; ur. 26 lutego 2001) – egipska zapaśniczka walcząca w stylu wolnym. Brązowa medalistka mistrzostw Afryki w 2024 i piąta w 2023 roku.